# Dryopsis scabrosa
Dryopsis scabrosa là một loài dương xỉ trong họ Dryopteridaceae. Loài này được Holttum & Edwards mô tả khoa học đầu tiên.
Danh pháp khoa học của loài này chưa được làm sáng tỏ. 